# Eugenia leucadendron
Eugenia leucadendron är en myrtenväxtart som beskrevs av Otto Karl Berg. Eugenia leucadendron ingår i släktet Eugenia och familjen myrtenväxter.
Artens utbredningsområde är Costa Rica. Inga underarter finns listade i Catalogue of Life.